# René Caron (militaire)
Pour les articles homonymes, voir Caron et René Caron.
René Caron, né à Humbercourt dans la Somme, le 19 juillet 1896, et exécuté par les Allemands au Mont-Valérien, le 7 avril 1942, est un militaire français de la Seconde Guerre mondiale. Il était lieutenant au sein de la 5e compagnie du 28e régiment régional et fut l'un des protagonistes, le 20 mai 1940, de l'exécution sommaire de 21 détenus transférés depuis la Belgique à Abbeville. Cet épisode est connu sous le nom de massacre d'Abbeville,,.

## Éléments biographiques
René Caron est instituteur, marié, la famille qui comporte trois enfants est établie à Noyelles-en-Chaussée dans la Somme où il exerce également la fonction de secrétaire de mairie. Mobilisé durant la Seconde Guerre mondiale, René Caron intègre l'armée avec le grade de Lieutenant. Il officie au sein de la 5e compagnie du 28e Régiment Régional de garde. En mai 1940, il est caserné à Abbeville. Sous les coups de boutoir allemands, l'armée française est proche de la débâcle.
Dans la nuit du 19 au 20 mai 1940, trois autocars arrivent de Belgique via Dunkerque et Béthune à Abbeville. À bord des véhicules, un contingent de 78 détenus arrêtés administrativement par les autorités belges en raison de leurs accointances probables avec les Allemands et transférés depuis l'ancienne prison de Bruges vers la France. L'information se répand, il s'agit d'un convoi d'espions. L'armée française est sur le point de décrocher face à l'avancée allemande. Par commodité, les détenus sont enfermés pour la nuit sous le kiosque. Le lendemain matin, le capitaine Marcel Dingeon donne oralement l'ordre au sergent-chef Émile Molet de les exécuter tous. Lorsque René Caron arrive sur place, les exécutions par groupes de trois ont déjà débuté, le lieutenant Caron laisse faire et selon la presse collaborationniste de l'époque, y prend même une part active,. Tandis que 21 personnes dont une femme ont déjà été passées par les armes, le lieutenant Jules Léclabart arrive à son tour avec l'ordre de retraite au sud de la Somme. Il s'interpose et exige de voir l'ordre écrit d'exécution que personne ne peut produire. « êtes-vous devenus fous? » s'écrie-t-il mettant un terme aux exécutions sommaires,.
Quelques semaines plus tard, René Caron est fait prisonnier par les Allemands, il parvient néanmoins à s'échapper et rentre chez lui, à Noyelles-en-Chaussée où il reprend sa charge d'instituteur. Le 3 septembre 1941, il est arrêté par des enquêteurs du SIPO-SD de Bruxelles qui veulent faire toute la lumière sur les mauvais traitements subis par Léon Degrelle à Béthune et sur l'exécution sommaire des "espions belges". René Caron est transféré le 11 janvier 1942 à la prison de Fresnes. Le 17 janvier 1942, il comparait au côté d'Émile Molet devant le conseil de guerre allemand du Groß-Paris. Les deux hommes sont condamnés à mort pour mauvais traitements infligés à des prisonniers et meurtres. Ils sont exécutés au Mont-Valérien, le 7 avril 1942. Passé en zone libre, Marcel Dingeon s'était suicidé et était mort à l'hôpital militaire de Pau, le 21 janvier 1941,.

## Presse d'époque
Certains journaux collaborationnistes reviennent sur l'exécution des deux hommes condamnés pour le massacre d'Abbeville.

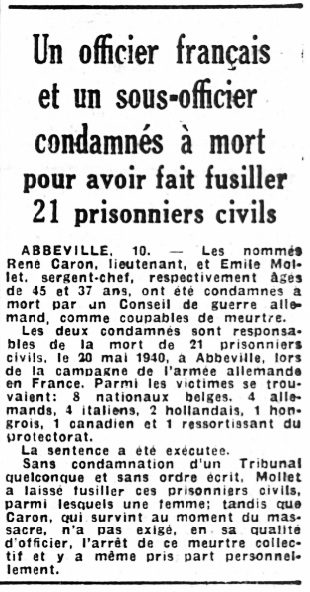
L'Ouest-Éclair
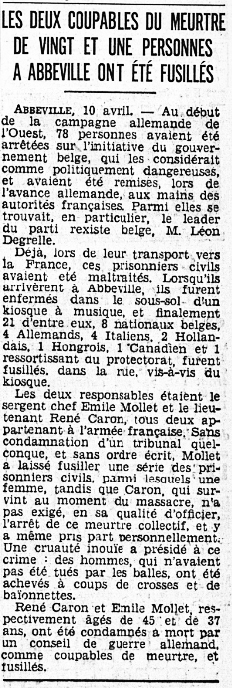
Le Matin
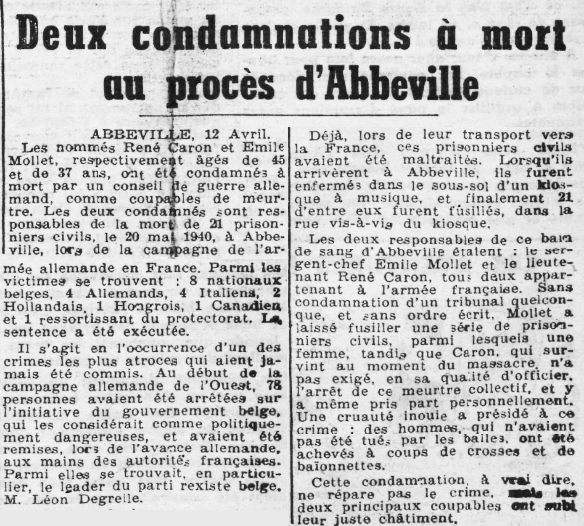
Paris-Soir

## Reconnaissances
- Deux rues portent son nom (Abbeville et Humbercourt)